# Мала Зелениця
Мала Зелениця, Зелениця (пол. Mała Zielonica) — гірська річка в Україні, у Надвірнянському районі Івано-Франківської області. Правий доплив Зелениці (басейн Дністра).

## Опис
Довжина потоку приблизно 6,97 км, найкоротша відстань між витоком і гирлом — 5,20 км, коефіцієнт звивистості потоку — 1,34. Формується багатьма безіменними гірськими потоками. Потік протікає в Українських Карпатах.

## Розташування
Бере початок на північно-східних схилах гори Синяк (1665,2 м). Тече переважно на північний захід понад горою Малий Ґорґан (1592,5 м), через урочище Буковець і на південно-східному присілку села Зелена впадає в річку Зелену, праву притоку Бистриці Надвірнянської.

## Цікавий факт
- На правому березі потоку розташована Полонина Катерина.